# Mucuna poggei
Mucuna poggei är en ärtväxtart som beskrevs av Paul Hermann Wilhelm Taubert. Mucuna poggei ingår i släktet Mucuna och familjen ärtväxter. Inga underarter finns listade i Catalogue of Life.

## Bildgalleri

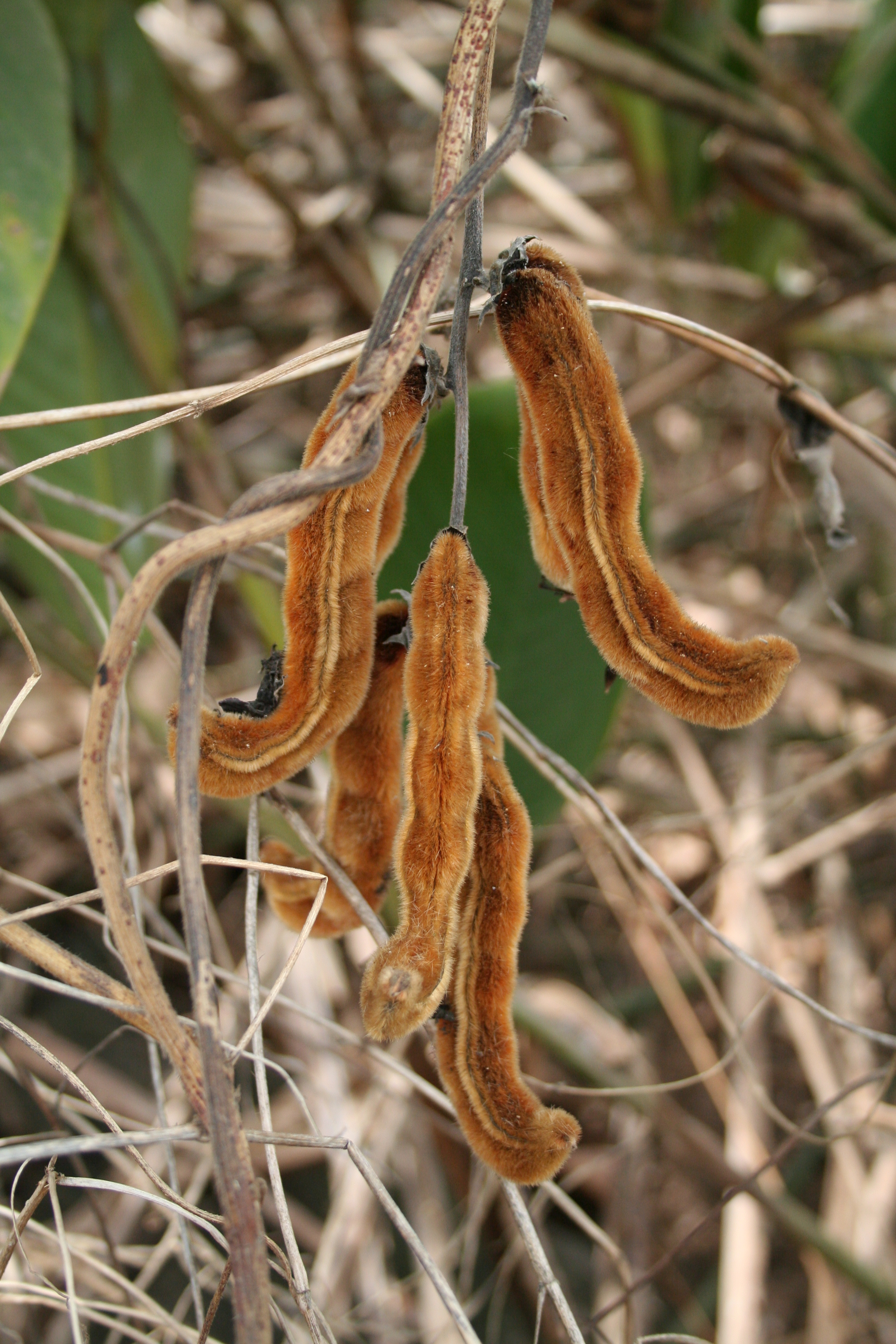